# Mariano Arigita Lasa
Mariano Arigita Lasa (Corella, 7 de septiembre de 1864-Santuario de San Miguel de Aralar, 15 de julio de 1916) fue un canónigo, chantre, archivero, historiador y teólogo español. En algunas obras firmó con el seudónimo de Fernando de Alvarado.

## Biografía
Hijo de José María Arigita Estañán y Martina Lasa García, naturales de Corella, era el segundo de ocho hermanos. Su padre, albañil y cantero, se mudó a Alfaro donde vivieron durante dos años. Es esta localidad donde recibe sus primeras lecciones de música. 
A su regreso a Corella termina sus estudios de primaria. En el verano de 1876, despierta su vocación eclesiástica y decide estudiar en la cátedra de José Riera. Realizará los cursos de la carrera sacerdotal, primero en el Seminario de Tarazona, entre 1876 y 1886, y luego en el seminario de Pamplona, entre 1886 y 1893, con excelentes notas en ambos casos, obteniendo la licenciatura y el doctorado en Teología en Toledo.
Celebra su primera misa en la iglesia de San Fermín de Aldapa, sita en barrio de la Navarrería de Pamplona, un 24 de diciembre de 1887.
Fue nombrado beneficiado de la catedral de Pamplona en 1889, canónigo en 1901 y chantre en 1914.
Otros nombramientos fueron:
- en 1896, académico correspondiente de la Real Academia de la Historia, la cual le otorgó posteriormente el premio al talento;
- vocal de la Comisión de Monumentos Históricos y Artísticos de Navarra;
- en 1897, inspector del arreglo de todos los archivos municipales de Navarra;
- en 1903, director del Boletín Oficial Eclesiástico de Pamplona;
- capellán de la Diputación de Navarra;
- en 1911, capellán de honor del Rey;
- comisionado de la Junta para el estudio y catalogación de la documentación de los monasterios suprimidos, documentos depositados en la delegación de Hacienda de Pamplona.
- Fue archivero de la catedral, del Ayuntamiento de Pamplona y de la Diputación Foral de Navarra (desde 1897) y cronista de Navarra.[2]
- chantre del santuario de San Miguel de Excelsis, y delegado del obispo.

## Obras y publicaciones

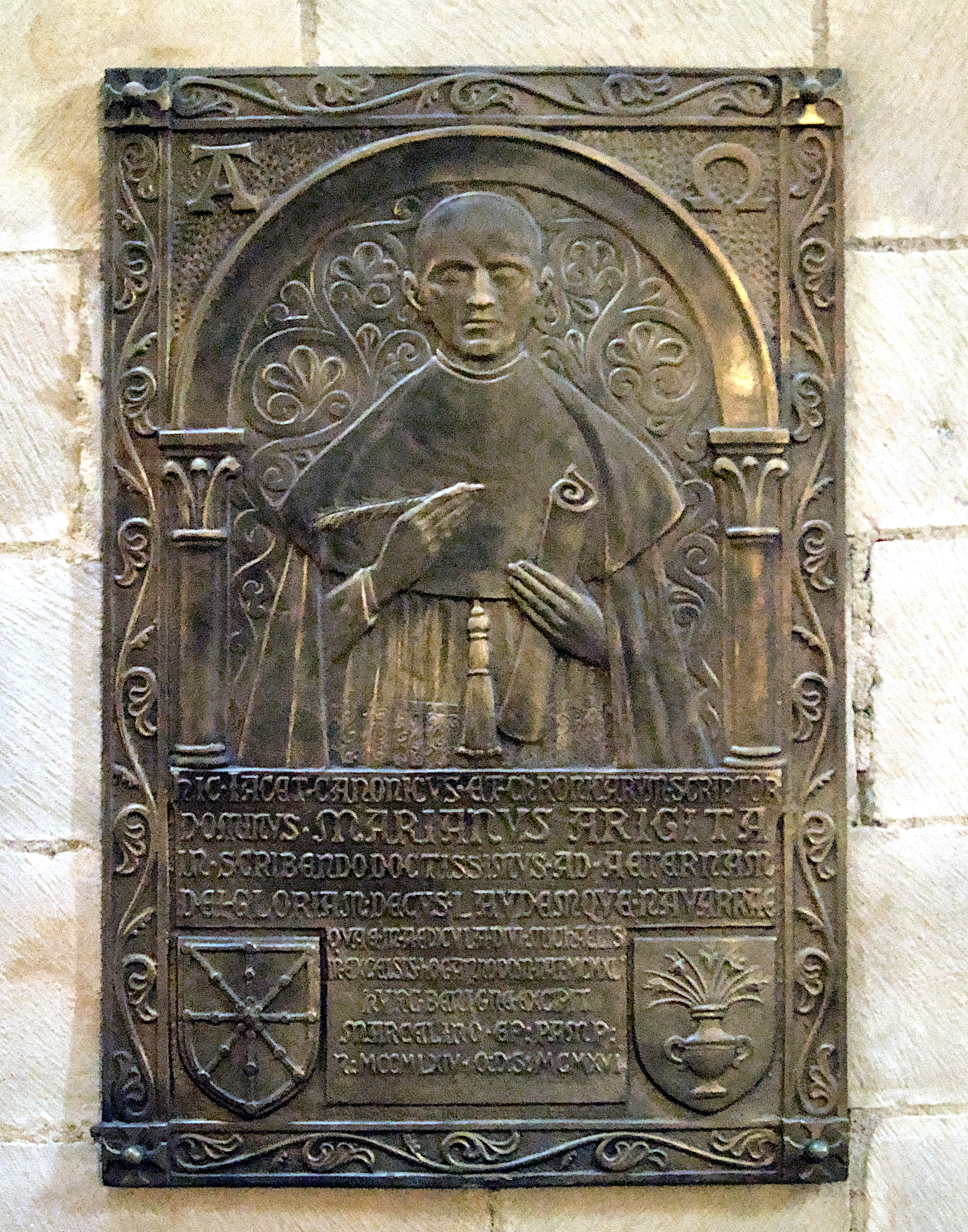
Lauda de Mariano Arigita en Aralar obra de Victoriano Juaristi (1941)

Algunos de sus trabajos más relevantes fueron:
- El Dr. Navarro don Martín de Azpilcueta y sus obras, Pamplona, Imprenta Provincial a cargo de José Miguel de Ezquerro, 1895; esta obra mereció la admiración de Menéndez Pidal.[2]
- Nuestra Señora del Camino y su culto en Pamplona, Lérida, 1896;
- Disertación histórico-crítica sobre el origen de la Salve regina, Lérida, 1897;
- Disertación histórico-crítica sobre el origen del Stabat Mater, Lérida, 1898;
- El Ilmo. y Rmo. Señor Don Francisco de Navarra, de la Orden de San Agustín. Estudio histórico-crítico, Pamplona, 1899;
- Colección de documentos inéditos para la historia de Navarra, Pamplona, Imprenta Provincial, a cargo de José Miguel de Ezquerro, 1900;
- Series chronologica reverendissimorum almae ecclesiae et dioecesis Pampilonensis episcoporum, Pamplona, 1901;
- Bibliografía navarra o descripción de las obras impresas en este antiguo reino de Navarra desde el descubrimiento del arte tipográfico hasta nuestros días, Pamplona, Imprenta Provincial, 1901;
- Historia de la imagen y santuario de San Miguel de Excelsis, Pamplona, Imprenta y librería de Lizaso Hermanos, 1904;
- Guía del viajero en Pamplona (bajo el seudónimo de Fernando de Alvarado), Madrid, Fortanet, 1904;
- Influencia social, religiosa y política de los judíos en el País Vasco, San Sebastián, 1905;
- La Asunción de la Ssma. Virgen y su culto en Navarra, Madrid, Fortanet, 1910;

Fue editor de la obra:
- Memorias de los señores condes de Lerín, de Baltasar de Lezáun y Andía, Madrid, 1912.[4]

Por otra parte dejó sin acabar otras obras como la titulada San Miguel de Excelsis y la Chantría de Pamplona (1914), una Historia de la ciudad de Corella, otra titulada La participación del Reino de Navarra en el Gran Cisma de Occidente y también quedó inédita su obra en dos tomos titulada «Arsenal histórico de Navarra o Estudio de los 555 tomos de Comptos que se conservan en el Archivo de este Reino» realizada entre 1913 y 1916.

## Premios, nombramientos y reconocimientos
- 1912, Premio al Talento de la Fundación de Don Fermín Caballero por su obra.
- 1896, 1897 y 1898, certámenes celebrados por la Academia Bibliográfico-Mariana de Lérida.